# Marcel Bernard

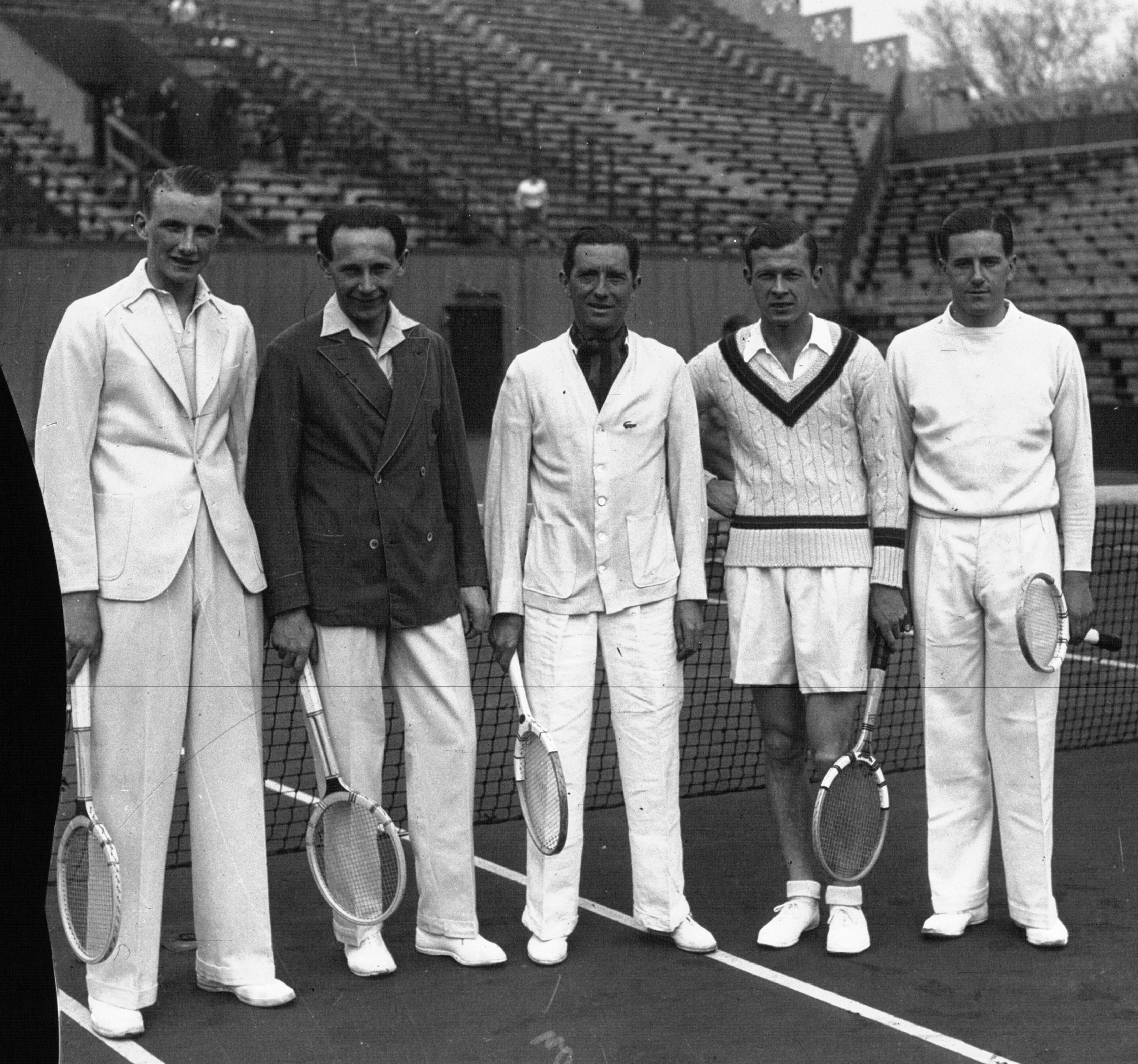
Det franska laget i Davis Cup från 1936 med Marcel Bernard längst till höger i bild.

Marcel Bernard, född 18 maj 1914 i La Madeleine Frankrike, död 29 april 1994, var en fransk vänsterhänt tennisspelare som 1946 rankades som världsfemma i singel. 
Marcel Bernard var under 1930-talet, sedan de fyra musketörerna upphört med tävlingstennis, Frankrikes främste manlige tennisspelare. Han fortsatte att spela på hög nivå även efter andra världskriget och avslutade sin tävlingskarriär 1956. Han är internationellt främst känd för sin singeltitel i Franska mästerskapen 1946. Mästerskapsturneringen hölls detta år för första gången sedan 1939 (uppehåll under kriget). Bernard vann titeln oseedad efter att ha övertalats att över huvud taget ställa upp i singelklassen. Själv ville han egentligen bara ställa upp som dubbelspelare. Emellertid nådde han singelfinalen där han besegrade, efter en svag inledning, Jaroslav Drobny med 3-6, 2-6, 6-1, 6-4, 6-3. I samma turnering vann han också dubbeltiteln i par med landsmannen Yvon Petra genom finalseger över Enrique Morea/Pancho Segura . Tio år tidigare, 1936, vann han första gången dubbeltiteln i Franska mästerskapen, den gången tillsammans med Jean Borotra. Redan 1932 var han i dubbelfinal tillsammans med landsmannen Christian Boussus. 
Bernard hade också goda meriter i mixed dubbel, han vann titeln i Franska mästerskapen både 1935 (i par med Lolette Payot)och 1936 (i par med Billie Yorke).
Bernard deltog som lagankare i det franska Davis Cup-laget 1935-37, 1946-48, 1950, 1953 och 1955-56. Han spelade totalt 42 matcher av vilka han vann 29.       
Bernard fortsatte att tävla också som veteran och vann ett antal titlar under 1960-talet.
Han var under en period president i Franska tennisförbundet.   

## Grand Slam-titlar
- Franska mästerskapen
  - Singel - 1946
  - Dubbel - 1936, 1946
  - Mixed dubbel - 1935, 1936